# 馬加康胤
馬加 康胤（まくわり やすたね）は、室町時代前期の武将。千葉 康胤（ちば やすたね）とも。第14代当主・千葉満胤の次男。
享徳の乱に乗じて、千葉氏宗家を攻め滅ぼして19代当主となる。下総千葉郡馬加村（現在の千葉県千葉市花見川区幕張町）に居を構えたことから「馬加」と称した。また、『千学集抜粋』によれば、常陸国の大掾満幹の養子になったという。

## 生涯
享徳の乱において、鎌倉公方足利成氏と関東管領上杉氏が対立する。その結果、京都の室町幕府から支持された上杉氏の追討を受けた成氏は鎌倉を追われて下総古河城に入り、古河公方と称した。そのため、下総守護であった千葉氏の元には、幕府と成氏の双方から支援の依頼が寄せられるようになる。甥の千葉氏当主胤直は幕府の依頼を受けて成氏討伐に乗り出すが、康胤は成氏支援を主張して対立する。これに筆頭重臣の地位を巡る原氏と円城寺氏の対立が絡んで家中は2分される事になった。
享徳4年（1455年）、原胤房は千葉胤直・胤宣父子を亥鼻城に攻め、千田庄（現在の千葉県香取郡多古町付近）へ追いやった。その後、出家していた康胤もこれに合流し、千田庄の多古城・島城にたてこもる胤直父子や円城寺尚任、援軍にかけつけた大掾頼幹（妙充、満幹の次男又は甥）を攻め滅ぼした。
これに対して、室町幕府の将軍足利義政は、この乱を治めるため歌人で千葉氏の一族でもある美濃郡上郡篠脇城主東常縁を派遣した。常縁は康胤の本拠たる馬加へ攻め入り、康胤は小弓、胤房は千葉へそれぞれ逃れた。康胤の最期については、上総八幡（現在の千葉県市原市八幡町）の村田川で常縁に討たれたとされるが不詳である。

## 墓所

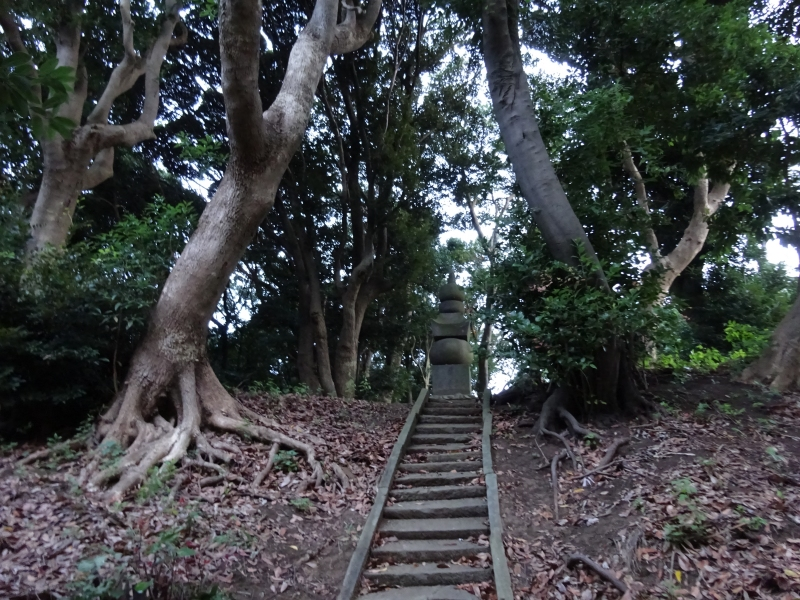
馬加康胤首塚

村田川に近い市原市八幡の無量寺に康胤・胤持父子の墓と伝わる五輪塔が残されているほか、花見川区幕張町一丁目の大須賀山に康胤の首塚がある。

## 参照元
1. ↑  「千葉大系図」
2. ↑  「千学集抄」
3. 1 2  中根正人「室町中期の常陸大掾氏」（初出:『千葉史学』62号（2013年）/所収:高橋修 編著『シリーズ・中世関東武士の研究 第一六巻 常陸平氏』（戒光祥出版、2015年）ISBN 978-4-86403-167-7）
4. ↑  松羅舘本千葉系図
5. ↑  千葉日報　2017年8月30日